# Питуриаспиды
Питуриаспиды (лат. Pituriaspida) — маленькая и плохо изученная группа вымерших панцирных бесчелюстных позвоночных (остракодерм), условно включаемая в состав непарноноздрёвых. Название образовано от pituri — галлюциноген растительного происхождения, которым пользуются шаманы некоторых племён австралийских аборигенов, и др.-греч. ἀσπίς — «щит» (обычное для названий остракодерм окончание). Получили это имя из-за причудливой морфологии. Известно два вида: Pituriaspis doylei и Neeyambaspis enigmatica.
Окаменелости питуриаспид относятся к концу раннего или началу среднего девона (эмсский — эйфельский век, около 390 млн лет назад). Они известны только из одного местонахождения в Австралии (юго-запад Квинсленда, бассейн Джорджина, хребет Токо), где их находят в отложениях песчаника. Когда жили эти организмы, там было море или речная дельта. Питуриаспиды вместе с телодонтами были единственными известными остракодермами, жившими в водах Гондваны после конца ордовика (остальные там исчезли, вероятно, из-за оледенения).

## Описание

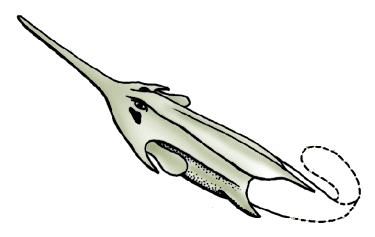
Pituriaspis doylei

Питуриаспиды известны только по находкам панциря, который защищал их спереди. Сохранность этих окаменелостей не самая лучшая. Про заднюю часть тела не известно ничего.
Костный панцирь питуриаспид был цельным, массивным и, вероятно, покрывал бо́льшую часть тела. Он достигал 9 см в длину. На нём есть длинный вырост спереди (ростр) и два более коротких по бокам («рога», или корнуальные отростки). На спинной стороне есть и шип, направленный горизонтально назад. Панцирь орнаментирован мелкими округлыми бугорками. Найдены и следы эндоскелета (возможно, перихондральные окостенения). Судя по вырезкам на панцире, которые похожи на таковые у костнопанцирных, у питуриаспид были хорошо развитые парные грудные плавники. Они были расположены прямо за «рогами».
У этих животных не было типичного для непарноноздрёвых назогипофизарного отверстия (объединявшего ноздрю и гипофизарный проход), которое у беспанцирных и костнопанцирных было расположено на спинной стороне недалеко от глаз. Но у них было отверстие с неизвестной функцией на нижней стороне головы (в основании ростра), возможно, оно и было назогипофизарным или только ноздрёй. По-видимому, с ним были связаны носовые капсулы, которых у этих животных было две, как и у галеаспид (но в отличие от костнопанцирных). За ним лежало большое отверстие ротожаберной полости. Сзади от каждой глазницы было ещё по одному отверстию неизвестного назначения, напоминавших преспиракулярные отверстия амфиаспид (группа разнощитковых), которые обычно интерпретируются как связанные с жабрами. Возможно, в них были расположены какие-то органы чувств. Пинеального отверстия (для теменного глаза) не было, в отличие от многих других остракодерм.
Ещё одним отличием этих животных от костнопанцирных было отсутствие спинного и боковых полей мелких пластинок на панцире — структур, которые обычно интерпретируются как рецепторы давления или электрические органы. Не обнаружены у них, в отличие от большинства других остракодерм, и каналы боковой линии.
Из двух известных видов питуриаспид лучше изучен Pituriaspis doylei, среди находок которого есть почти целые панцири. Neeyambaspis enigmatica отличается от него меньшим ростром, более треугольной формой панциря в целом и наличием ещё одного отверстия неизвестного назначения в центре его спинной стороны, которое иногда интерпретируется как ротовое, а иногда — как назогипофизарное. Возможно, оно имело ту же природу, что и большое отверстие на голове галеаспид, которое соединяло носовые полости, глотку и внешнюю среду.

## Классификация и эволюция
Питуриаспиды были открыты позже всех остальных основных групп остракодерм: их описал в 1991 году австралийский палеонтолог Гэвин Янг (англ. Gavin Young). Их систематическое положение точно не определено. Обычно их условно включают в состав непарноноздрёвых. Им придают ранг отряда, надотряда, подкласса или класса. Иногда для их видов устанавливают отдельные семейства Pituriaspididae и Neeyambaspididae. Типовые экземпляры обоих видов находятся рядом в одном куске породы.
Видимо, питуриаспиды наиболее близки к костнощитковым и галеаспидам. С этими двумя группами их объединяет массивный головной щит (который имеет отверстие ротожаберной полости, обычно «рога», а иногда и ростр), а с костнощитковыми, кроме того, — грудные плавники. По широко распространённой, но не общепризнанной версии, эти три группы стоят ближе всего к челюстноротым из всех бесчелюстных.
На ареале этих групп и их вероятном близком родстве основано предположение об их происхождении от неизвестного широко распространённого предка, жившего ещё до девона. Также не исключено, что питуриаспиды произошли от галеаспид (живших в Южном Китае) и появились в Австралии в результате фаунистического обмена между этими территориями. Австралия в то время составляла северо-восточную часть Гондваны, а Южный Китай, вероятно, был отделён от неё морем (хотя точно это не известно).